# Yoshikawa Kyosuke
Kyosuke Yoshikawa (sinh ngày 8 tháng 11 năm 1978) là một cầu thủ bóng đá người Nhật Bản.

## Sự nghiệp câu lạc bộ
Kyosuke Yoshikawa đã từng chơi cho Consadole Sapporo.